# 斯特凡妮·胡比希
斯特凡妮·胡比希（德語： 德語：[ˈʃtɛfani ˈhuːbɪç]，1968年12月15日—），德国政治家，社会民主党（SPD）党员。2025年5月，胡比希任总理弗里德里希·默茨内阁联邦司法和消费者保护部长。